# Sander Weenk
Sander Weenk (Wierden, 1 januari 1986) is een Nederlands voormalig voetballer die doorgaans speelde als middenvelder. Tussen 2006 en 2017 was hij actief voor Heracles Almelo, DETO Twenterand en SV Enter.

## Clubcarrière
Weenk speelde in de jeugdopleiding van Heracles Almelo. In het seizoen 2005/06 speelde hij nog bij de beloften van de club, maar hij mocht eenmaal opdraven voor het eerste elftal. Op 11 maart 2006 werd door de Almeloërs met 2–0 verloren van N.E.C. en Weenk mocht van Peter Bosz in de negentigste minuut invallen voor Thijs Sluijter. In 2008 verkaste hij naar DETO Twenterand. Door een blessure moest hij een streep zetten door een groot deel van zijn eerste seizoen. In 2011 stapte hij over naar SV Enter. Na zes jaar verliet hij deze club, waarop hij besloot op eenendertigjarige leeftijd een punt achter zijn actieve loopbaan te zetten.

## Statistieken
| Seizoen | Club            | Competitie | Competitie | Competitie | Beker | Beker | Internationaal | Internationaal | Totaal | Totaal |
| Seizoen | Club            | Competitie | Wed.       | Dlp.       | Wed.  | Dlp.  | Wed.           | Dlp.           | Wed.   | Dlp.   |
| ------- | --------------- | ---------- | ---------- | ---------- | ----- | ----- | -------------- | -------------- | ------ | ------ |
| 2005/06 | Heracles Almelo | Eredivisie | 1          | 0          | 0     | 0     | —              | —              | 1      | 0      |
| Totaal  | Totaal          | Totaal     | 1          | 0          | 0     | 0     | —              | —              | 1      | 0      |

## Trivia
Weenk stond op de kieslijst van de lokale partij Nieuw Enter Wierden voor de gemeenteraadsverkiezingen in 2014.